# Piet Maaskant
Pieter (Piet) Maaskant (Bodegraven, 22 mei 1921 - Katwijk, 8 april 1944) was een Nederlandse verzetsstrijder. Hij werd doodgeschoten tijdens een overval op een distributiekantoor in Katwijk.

## Levensloop
Maaskant werd geboren in Bodegraven. Zijn vader kreeg een baan als hoofdonderwijzer op een basisschool in Leiden, waar het gezin vervolgens naartoe verhuisde. Na de middelbare school studeerde Maaskant Engels. Hij was actief in het kerkelijk jeugdwerk. Ergens in de eerste helft van 1944 raakte hij betrokken bij de knokploeg van Marinus Post, die vanuit Rijnsburg opereerde.
Post had het distributiekantoor van Katwijk al enige tijd op het oog als potentieel doelwit voor een overval. Hij kwam in contact met Herman Lugthart, een medewerker bij het kantoor. Deze hielp bij de voorbereiding. Het zou de bedoeling zijn dat een "goede" politieman aanwezig zou zijn tijdens de overval. Deze was echter ziek en werd vervangen door een collega. Het viel deze agent op dat een aantal mannen zich verdacht ophielden bij het kantoor. In het daaropvolgende dispuut vuurde hij gericht waarbij Maaskant dodelijk werd getroffen. De rest van de knokploeg wist te ontsnappen. Maaskants plek in de knokploeg werd ingenomen door Lugthart.
In april 1948 werd er een gedenkplaats onthuld in het gemeentehuis van Katwijk, waar het distributiekantoor gevestigd was.